# Enciclopedia Libre Universal en Español
 (juillet 2007).
Si vous disposez d'ouvrages ou d'articles de référence ou si vous connaissez des sites web de qualité traitant du thème abordé ici, merci de compléter l'article en donnant les références utiles à sa vérifiabilité et en les liant à la section « Notes et références ».
L'Enciclopedia Libre Universal en Español ou EL est une encyclopédie de langue espagnole, collaborative, libre et gratuite sous licence de documentation libre GNU (GFDL).

## Création
Il s'agit d'un projet qui s'est séparé de Wikipédia en espagnol le 26 février 2002.
Lors de la séparation, les raisons principales invoquées étaient : la censure, l'existence d'une ligne éditoriale et la possibilité d'inclure des publicités sur le site.
EL a défini des principes tels que :
- l'utilisation de GFDL ;
- l'absence totale de publicité ;
- l'absence d'imposition d'une ligne éditoriale ;
- le refus d'assujettir la culture au commerce ;
- le droit à l'accès à la culture ;
- l'absence de discrimination en fonction du lieu de naissance ou de la date de naissance ;
- la considération des cultures sur un même pied d'égalité et de valeur.

## L'évolution
Le détachement de Wikipédia a eu l'effet de promouvoir une production plus autochtone, locale, et moins d'articles simplement traduits de l'anglais.
Le thème de la réunification des deux encyclopédies espagnoles était un véritable serpent de mer. Les politiques éditoriales ayant nettement divergé (usage courant de la signature, refus des articles qui ne sont que des listes, du genre listes des articles relatifs à un pays…).
L'Enciclopedia Libre a suivi une croissance très inférieure à Wikipédia en espagnol, et en 2011 un de ses fondateurs expliquait que le projet n'était pas vraiment prévu pour durer, mais qu'il avait induit des changements dans la gouvernance de Wikipédia

### Statistiques
Nombre total d'articles au fil du temps :
| 11 mars 2002      | 3 036  |
| 20 mars 2002      | 4 116  |
| 2 avril 2002      | 5 972  |
| 1er mai 2002      | 7 540  |
| 27 mai 2002       | 7 837  |
| 13 juin 2002      | 8 125  |
| 13 juillet 2002   | 8 519  |
| 4 août 2002       | 8 658  |
| 31 août 2002      | 8 996  |
| 13 septembre 2002 | 9 237  |
| 3 octobre 2002    | 9 362  |
| 26 octobre 2002   | 10 258 |
| 17 juin 2003      | 14 250 |
| 8 juillet 2003    | 14 428 |
| 2 août 2003       | 14 662 |
| 6 septembre 2003  | 15 116 |
| 2 novembre 2003   | 15 572 |
| 6 décembre 2003   | 16 039 |
| 6 avril 2004      | 20 875 |
| 13 septembre 2005 | 28 616 |
| 6 avril 2006      | 30 456 |
| 30 juillet 2007   | 36 037 |
| 8 avril 2009      | 42 383 |
| 28 octobre 2010   | 46 061 |
| 16 février 2015   | 49 186 |
| 2 avril 2015      | 49 321 |
| 1er décembre 2016 | 49 923 |
| 27 novembre 2017  | 50 129 |
| 13 janvier 2018   | 50 214 |
| 24 février 2021   | 52 801 |